# 聖赫勒拿機場
聖赫勒拿機場（英語：Saint Helena Airport）是位於聖赫勒拿島上的一座国际機場。原本计划在2016年5月21日开始执行来往约翰内斯堡的定期航班。但是出于对风切变的考虑，圣赫勒拿政府在2016年4月26日决定无限期推迟开放机场。
第一次载客的商用包机航班是在2017年5月3日进行的，南非连结航空的一架Avro RJ-85飞机从开普敦经纳米贝飞至圣赫勒拿，回程在当天经温得和克返回开普敦。
2017年10月14日，聖赫勒拿島終於迎來第一個定期民航班機，約100名島民來到機場，見證從南非約翰尼斯堡飛來的巴西航空工業公司（Embraer）E190班機降落的歷史一刻。前往約翰內斯堡的航班每週營運；而前往阿森松島的航班則是每月一班，另有季節性航班飛往開普敦。

## 机场建设缘由

机场在岛上的位置示意图

圣赫勒拿离最近的大陆陆地超过2000公里，且能仅靠海路到达。从开普敦出发的邮船需要5天才能到达，班次每三个星期才有一趟。以从大城市出发旅行所需时间相比，圣赫勒拿是地球上少数几个最遥远的有人居住的地方。

## 航空公司與航点
| 航空公司     | 目的地               |
| ------------ | -------------------- |
| 南非連結航空 | 阿森松島、約翰內斯堡 |